# Clarence Clemons
Clarence Clemons (Norfolk, 11 de Janeiro de 1942 — Flórida, 18 de Junho de 2011), conhecido pelos fãs como The Big Man, foi um músico norte-americano e actor. Desde 1972 que fazia parte da banda E Street Band como saxofonista. Também participou em vários trabalhos televisivos, e juntamente com o seu amigo do ramo Don Reo, publicou uma autobiografia intitulada, Big Man: Real Life & Tall Tales, em 2009.
Clarence sofreu um acidente vascular cerebral a 12 de Junho de 2011, vindo a morrer em consequência de complicações relacionadas ao derrame em 18 de Junho.